# Florence Bates
Florence Bates, geboren als Florence Rabe, (San Antonio, Texas, 15 april 1888 - Burbank, Californië, 31 januari 1954) was een Amerikaans karakter-actrice, die vaak nogal excentrieke en bazige dames speelde.
Ze was het tweede kind van Joodse immigranten. Al als kind bleek ze over muzikaal talent te beschikken, maar een handblessure stopte een eventuele carrière als pianiste vroegtijdig. Ze studeerde in 1906 af aan de University of Texas; ze haalde een graad in de wiskunde, waarna ze les begon te geven. In 1909 ontmoette ze en trouwde ze met haar eerste man en gaf ze haar baan op om haar dochter op te voeden. Toen haar eerste huwelijk in een scheiding eindigde, begon ze met een rechtenstudie. In 1914 studeerde ze af en werd op 26-jarige leeftijd de eerste vrouwelijke advocaat in haar staat. 
Na de dood van haar ouders, stopte Bates met de advocatuur om haar zus te helpen met haar vaders antiekzaak. Ze werkte daarnaast als tolk voor een radioprogramma, die bedoeld was om de betrekkingen tussen Mexicanen en Amerikanen te verbeteren. In 1929 sloot ze de antiekzaak en trouwde met de rijke oliebaron William F. Jacoby. Toen Jacoby zijn fortuin verloor, verhuisden ze naar Los Angeles en openden daar een bakkerij. 
Midden jaren 30 deed Bates auditie voor de rol van Miss Bates in het stuk Emma. Ze kreeg de rol en toen ze besloot te gaan werken voor het theatergezelschap, veranderde ze haar achternaam in Bates. Dit was een eerbetoon aan de eerste rol die ze ooit speelde. Ze maakte haar filmdebuut in de in 1937 verschenen film The Man in Blue, waarin ze een figurantenrol speelde.  Ze werd in 1939 voorgesteld aan Alfred Hitchcock en kreeg prompt de rol van de bazige weduwe mrs. Edythe Van Hopper in de film Rebecca (1940).
Over de komende dertien jaar verscheen Bates in meer dan 60 films, waaronder Kitty Foyle, Heaven Can Wait, Kismet, On the Town en Winter Meeting. Ook speelde ze gastrollen in tv-series als I Love Lucy, My Little Margie en Our Miss Brooks.
Haar tweede man overleed in 1951. Bates overleed drie jaar later aan een hartaanval, 65 jaar oud.
- Gemeinsame Normdatei: 106160571X
- International Standard Name Identifier: 0000 0000 2841 5583
- Library of Congress Control Number: n85376590
- Istituto Centrale per il Catalogo Unico: DDSV314213
- SNAC: w6xh3bq2
- Virtual International Authority File: 21145833
- WorldCat: E39PBJmtxk6CbxGJKJGhhjYpT3